# Subaru Impreza WRX STI

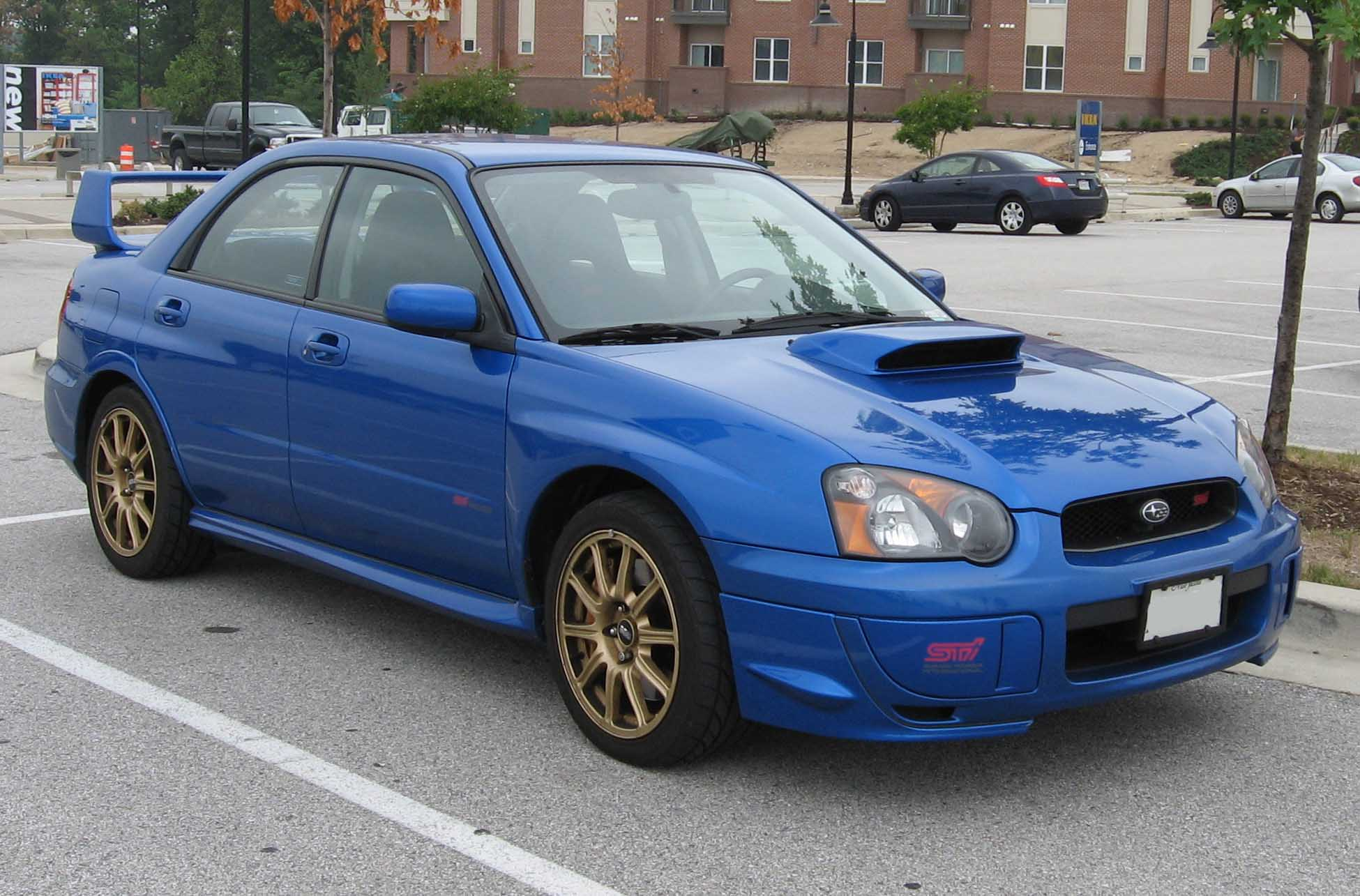
Subaru Impreza WRX STI.

La Subaru Impreza WRX STi (WRX pour "World Rally eXperimental" et STI pour "Subaru Tecnica International") est une voiture sportive typée rallye produite par Subaru au départ sur une base d'Impreza, puis à partir de la cinquième génération sur base Subaru WRX. La WRX STi est le modèle hautes performances de puissance supérieure à la version WRX, bien que les deux soient pourvues parfois du même moteur, à savoir le quatre cylindres à plat aussi appelé F4 Boxer (F4 pour "Flat 4").

## Première génération (1994–2000)
Les voitures de première génération modifiées par Subaru Tecnica International n'ont été développées et vendues que sur le marché japonais. Bien que présentée jusqu'à la « Version VI » dans le catalogue, il existait en réalité plus de 20 types différents d'Impreza STI commercialisés. Beaucoup d'entre elles étaient dans des styles de carrosserie différents et certaines conçues comme base pour une utilisation en sport automobile. D'autres, comme la 22B, étaient des séries limitées avec des spécifications différentes. Visuellement, il est difficile de faire la différence entre les versions préparées et l'Impreza WRX de base. Contrairement à sa voiture rivale, la Mitsubishi Lancer Evolution, qui arborait une différence de conception extérieure assez marquée, la version WRX STi bénéficiait principalement de modifications mécaniques. Beaucoup de pièces seront modifiées pour augmenter les performances. Le moteur revisité par les ingénieurs développera, selon les versions, de 247 à 276 ch.
Seules exceptions à la règle, quelques exemplaires de 22B et 1000 P1, deux séries limitées, seront commercialisées sur le marché britannique.

### Séries limitées

#### 22B (1998)

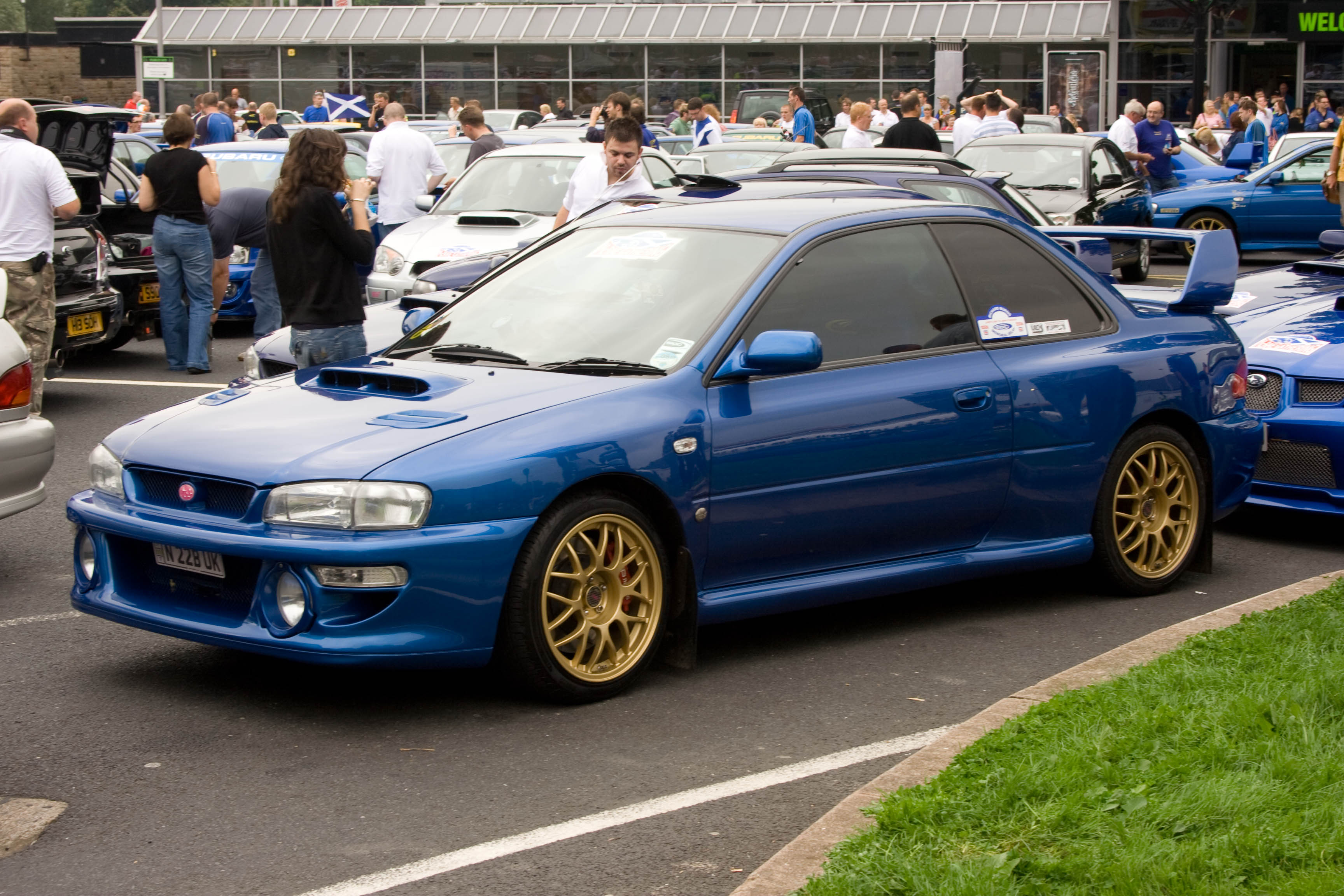
22B

En 1998, Subaru produit une Impreza STI 2 portes appelé 22B.
Basée sur le coupé Impreza WRX STi type R version 4 profondément remanié tant au niveau esthétique que mécanique, la 22B a été destinée à célébrer le 40e anniversaire de Subaru, ainsi que le troisième titre constructeur au championnat du monde des rallyes FIA.
Produite initialement à 400 exemplaires numérotés pour le marché japonais (de 000 à 400/400, sans numéro 013 mais avec plusieurs 000 connus -3 à ce jour- dont un 000/000), Subaru a dû faire face à une demande considérable du reste du monde :
Deux séries supplémentaires de seize puis cinq sont alors venues s'ajouter aux versions japonaises initialement produites, toujours en conduite à droite. Les seize premières ont été modifiées chez Prodrive puis vendues par le réseau Subaru au Royaume-Uni en 1999. Les cinq autres, non numérotées, ont été livrées en Australie sans toutefois y être dument homologuées pour un usage routier.
Contrairement aux cinq exports Australie, les modèles britanniques, siglés Type UK, ont reçu quelques modifications par rapport au modèle japonais de façon à remplir le cahier des charges britannique : rapport final de 3,9 en lieu et place de 4,44 ; feux arr. avec feu de brouillard intégré, phares à glaces lisses type GT99/2000 en raison de livraisons retardées au début 1999. Elle fut commercialisée au prix de 39,950 £.
Moteur 2.2 turbo EJ22, 4x4 permanente, boîte de vitesses à cinq rapports avec DCCD, quatre freins à disques ventilés, suspension Bilstein inversée, jantes 17 pouces BBS équipées de pneus Pirelli P-Zero 235/40 et embrayage bi-disque céramique.
Le quatre-cylindres à plat délivre officiellement 280 ch à 6 000 tr/min et 363 N m à 3 200 tr/min pour 1 270 kg.
L'origine du nom de la 22B a souvent été débattue. De nombreuses personnes présumaient 22 par rapport au 2,2 litres et le B pour les suspensions Bilstein ou le moteur Boxer. Il apparait que 22B est le nombre hexadécimal de 555,.
Performances : vitesse maxi 248 km/h et 0 à 100 km/h en 5,2 s.

#### P1 (2000)

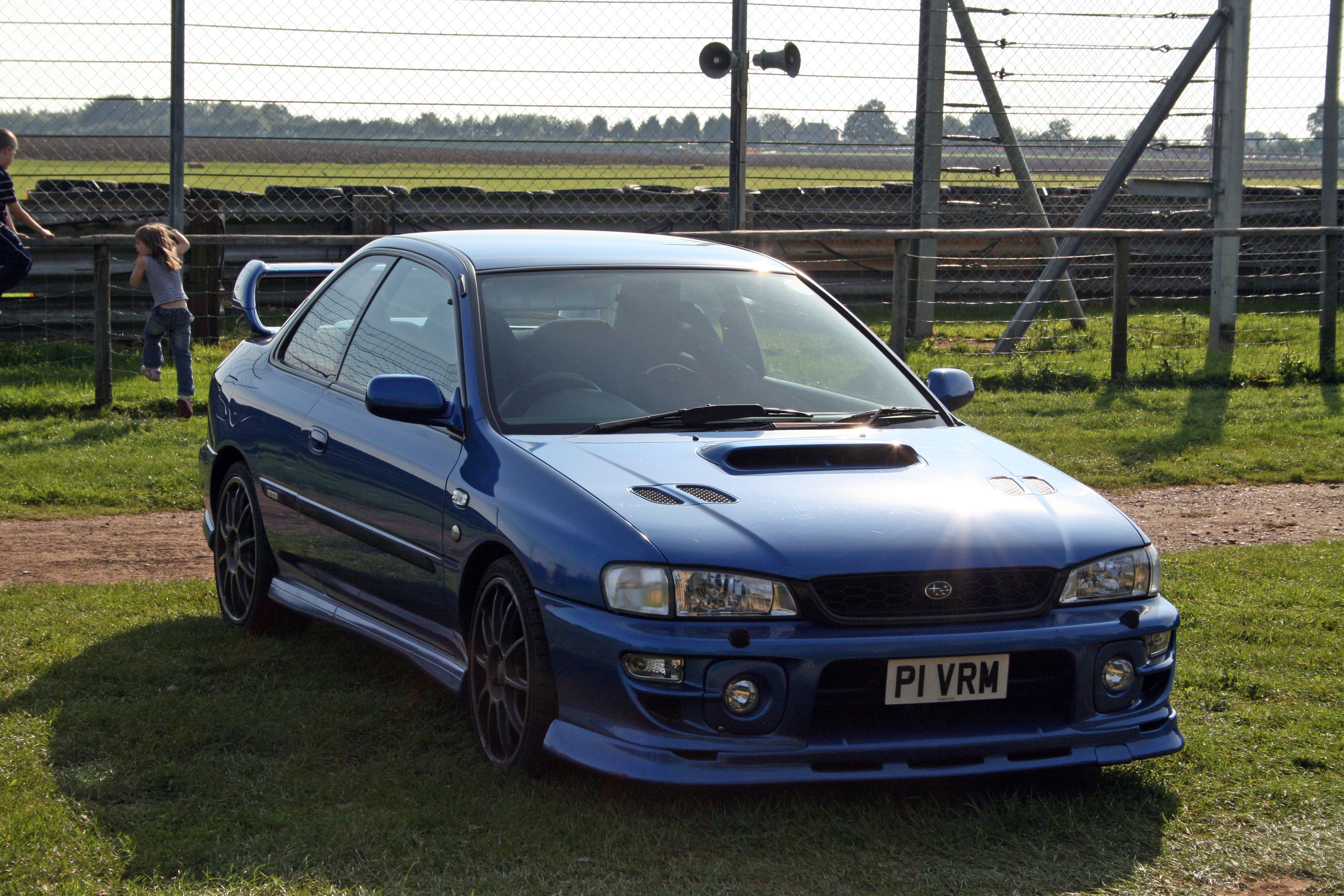
P1

La P1 (abréviation de Prodrive One) a été spécialement développée pour le marché britannique par STi et Prodrive.
1 000 exemplaires, un effort conjoint de STi et Prodrive.
Une Impreza deux-portes avec sièges Recaro, suspension optimisée pour les routes britanniques, ABS, jantes 17 pouces OZ Racing montées de Pirelli P-Zero 205/45/R17, 4x4 permanente, boîte manuelle à cinq rapports.
Moteur 2.0 turbo de 280 ch à 6 500 tr/min et 343 N m à 4 000 tr/min pour 1 295 kg.
Performances : vitesse maximum 251 km/h et 0 à 100 km/h en 4,66 s.

#### S201 (2000)

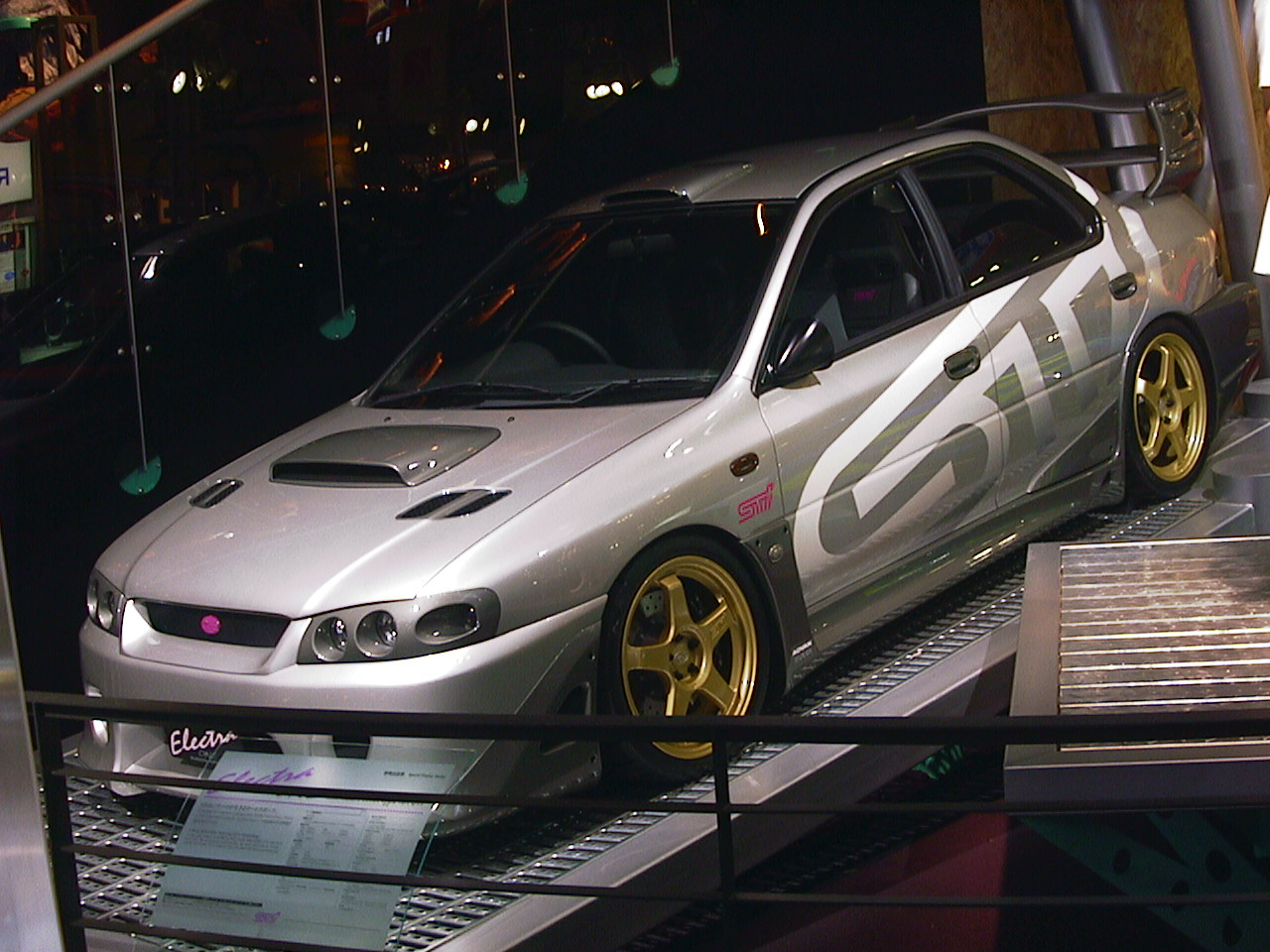
S201

Subaru Technica International commence la série S avec la S201.
Produite à 300 exemplaires pour le Japon, la S201 disposait d'un kit carrosserie comprenant notamment des pare-chocs avant et arrière assez prononcés. Il s'agit d'une quatre-portes, avec une suspension entièrement composée de pièces STi, 4x4 permanente, boîte manuelle à cinq rapports, pneus AR 225/60-R16 et AV 215/60-R16.
Moteur quatre-cylindres turbo 2 litres de 300 ch à 6 500 tr/min et 353 N m à 4 000 tr/min pour 1 270 kg.